# Kilkis
Kilkis (griechisch Κιλκίς [kʲilˈkʲis] (n. sg.), bulgarisch/mazedonisch Кукуш Kukusch, türkisch Kılkış) ist eine Stadt und Gemeinde (griechisch Δήμος Dimos) in der griechischen Region Zentralmakedonien. Seit der griechischen Verwaltungsreform 2010, mit der das Gemeindegebiet um sechs Nachbargemeinden (Cherso, Doirani, Gallikos, Kroussa, Mouries und Pikrolimni) erweitert wurde, ist Kilkis die flächenmäßig viertgrößte Gemeinde des Landes. Die westliche Nachbargemeinde Peonia und Kilkis sind die nunmehr beiden einzigen Gemeinden des Regionalbezirks Kilkis, der dem Gebiet der ehemaligen Präfektur Kilkis entspricht.
Die Kernstadt Kilkis mit rund 24.000 Einwohnern (2021) liegt in einer hügeligen Landschaft etwa 280 m über dem Meeresspiegel.
Griechenland benannte eines seiner wenigen Schlachtschiffe (ex Mississippi BB-23) nach der Stadt Kilkis.

## Geschichte
1873 zählte die Stadt um die 5500, 1905 – um die 10.000 Einwohner, wobei makedonische Bulgaren die Mehrheit bildeten und zwei Grundschulen sowie ein Gymnasium hatten.

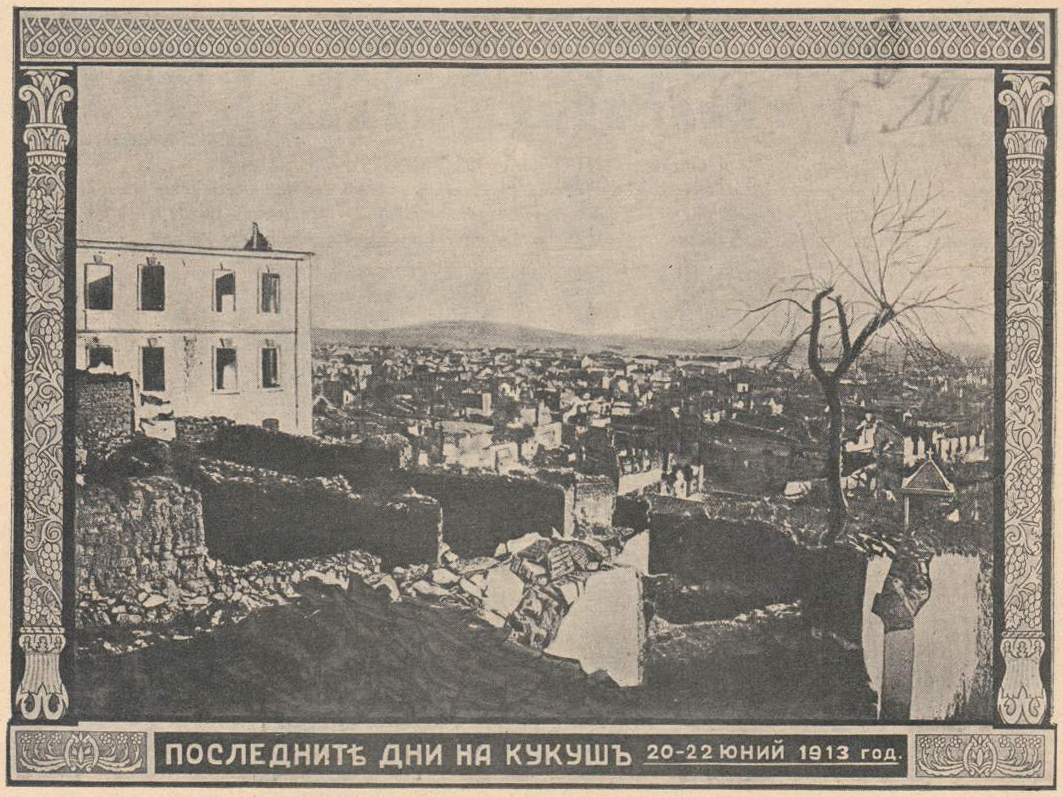
Das niedergebrannte Kilkis

Im Zuge des Ersten Balkankrieges verübten reguläre und irreguläre Armeen verschiedener Kriegsparteien Kriegsverbrechen an der Zivilbevölkerung. Ein Memorandum des britischen Konsuls Harry Lamb an seinen Vorgesetzten in Thessaloniki berichtet beispielsweise davon, wie bulgarische Militärkräfte bei ihrer Eroberung der Region von Kilkis im Dorf Vathy (Rajanowo) vorgingen. Von den einst 80 muslimischen Haushalten – im Memorandum ist von «türkischen» die Rede – ließen sie keinen einzigen übrig. Die meisten muslimischen Häuser brannten sie nieder. Sie ermordeten alle muslimischen Männer und warfen deren Leichen in die Dorfbrunnen. Nur 60 muslimische Frauen und Kinder überlebten die Verbrechen, indem sie ins Nachbardorf Kato Theodoraki (Dolni Todorak) flüchteten. Im nahen Dorf Fyska (Planinitsa) massakrierten sie rund 30 muslimische Männer in einem Gebäude neben der Dorfmoschee. In beiden Fällen nahm auch der Dorfpope teil. In Terpyllos (Korkut/-owo) pferchten sie alle muslimischen Männer und einen Teil der muslimischen Frauen und Kinder in der Moschee und in einigen nahen Ställen zusammen. Zuerst warfen die bulgarischen Kräfte drei Bomben in die Mengen, doch da diese nicht explodierten, setzten sie danach die Gebäude in Brand. Zwischen 400 und 800 Menschen kamen so ums Leben. Als einzige muslimische Überlebende des Dorfes zählten etwa 60 Mädchen, von denen zehn etwa 15-jährig und der Rest 18 Monate oder älter waren. Sie suchten im nördlich angrenzenden, vor allem von Christen bewohnten Dorf Metaxochori (Mutulowo) Zuflucht. Die dortigen Dorfbewohner hätten wiederum die Mehrheit des Besitzes der muslimischen Todesopfer an sich gerissen. In Neo Gynekokastro (Avret Hişar bzw. Nowo Zhensko) «exekutierten» die bulgarischen Soldaten bis am 5. November 1912 220 «Türken». Die meisten von ihnen waren vom Dienst befreite Soldaten oder Deserteure und auch Geflüchtete aus den umliegenden Gegenden. Zudem stahlen die bulgarischen Dorfbewohner von Paleo Agioneri (Wurlani bzw. Werlanitsa) das gesamte Vieh der muslimischen Einwohner von Vakoufi (Wakăfi) und plünderten deren ganzes Getreidelager. Auch den «türkischen» Einwohnern von Kilkis erging es ähnlich.
Während des Zweiten Balkankrieges 1913 wurde die Stadt schwer beschädigt. Am 21. Juni eroberte die griechische Armee nach dreitägigem Kampf Kilkis und vertrieb die dort lebende bulgarische Bevölkerung. Als es 1913 in den griechischen Staat eingegliedert wurde, zählte es nur noch 1600 Einwohner, die meisten davon stammten aus den benachbarten Dörfern.
Einen großen Wachstumsschub erfuhr Kilkis durch die große Zahl von Flüchtlingen, die sich in den 1920er Jahren dort ansiedelten. Diese waren überwiegend Pontosgriechen; weitere waren aus Kleinasien und aus Bulgarien. 1928 zählte es etwa 6500 Einwohner.
1934 wurde sie offiziell zum Wirtschafts- und Verwaltungszentrum der gesamten Region bestimmt; in den Jahren vor dem Zweiten Weltkrieg wurde sie urbaner. Im Balkanfeldzug eroberten Wehrmacht-Truppen Griechenland. Kilkis zählte zur deutschen Besatzungszone. Im Herbst 1944 zogen sich die Besatzer aus Griechenland zurück.
1997 wurde die bisherige Stadtgemeinde (Dimos) Kilkis im Rahmen der griechischen Kommunalverwaltungsreform mit weiteren Ortschaften zu einer neuen (erweiterten) Stadtgemeinde Kilkis zusammengefasst. Das Gemeindegebiet wuchs von 87,45 km² auf 319,834 km², die Einwohnerzahl von 19.358 (1991) auf 24.874 (2001), wobei die Stadt Kilkis selbst den größten Anteil an der Steigerung hatte (1981 11.148 Einwohner, 1991 12.139 Einwohner, 2001 19.247 Einwohner).

## Wirtschaft
Von 1974 bis 2001 produzierte hier das deutsche mittelständische Unternehmen Stiebel Eltron Solarsysteme (Solarkollektoren). In Kilkis produziert ALUMIL Milonas Aluminium-Halbzeuge. Im Ort ansässig ist auch die Kleemann Group, ein bedeutender Hersteller von Aufzügen und Fahrtreppen.

## Städtepartnerschaften
Kilkis unterhält Städtepartnerschaften mit folgenden Städten:
- Assenowgrad, Bulgarien[8]

## Söhne und Töchter der Stadt
- Krum Christow (1906–1988), bulgarischer Journalist und Diplomat
- Goze Deltschew (1872–1903), bulgarisch-mazedonischer Revolutionär
- Milan Gozew (1906–2010), bulgarischer Politiker
- Niki Eideneier (* 1940), deutsch-griechische Neogräzistin, literarische Übersetzerin und Verlegerin
- Giorgos Floridis (* 1956), griechischer Politiker
- Wassilios Fthenakis (* 1937), griechischer Pädagoge, Anthropologe, Genetiker und Psychologe
- Valentini Grammatikopoulou (* 1997), griechische Tennisspielerin
- Theokletus Karipides (1926–1975), griechischer Dichter
- Kostas Lachas, griechischer Maler
- Panagiotis Moullas (1935–2010), griechischer Neogräzist
- Fotios Papadopulos (* 1954), griechischer Fußballspieler
- Christo Smirnenski (1898–1923), bulgarischer Dichter
- Aleksandar Stanischew (1886–1945), bulgarischer Arzt, Politiker, Rektor der Universität Sofia
- Konstantin Stanischew (1877–1957), bulgarischer Arzt und Politiker
- Savvas Tsitouridis (* 1954), griechischer Politiker
- Nikos Vergos (* 1996), griechischer Fußballspieler